# Martin Djetou
Martin Djetou (Abiyán, Costa de Marfil, 15 de diciembre de 1974) es un exfutbolista francés aunque de origen costamarfileño. Se desempeñaba como defensa y se retiró en 2007.

## Carrera internacional
Nacido en Costa de Marfil, Djetou jugó para la selección de fútbol de Francia, disputando además los Juegos Olímpicos de Atlanta 1996.

## Clubes
| Club             | País       | Año         |
| ---------------- | ---------- | ----------- |
| RC Estrasburgo   | Francia    | 1992 - 1996 |
| AS Mónaco        | Mónaco     | 1996 - 2001 |
| Parma FC         | Italia     | 2001 - 2002 |
| Fulham FC        | Inglaterra | 2002 - 2004 |
| Parma FC         | Italia     | 2004 - 2005 |
| OGC Niza         | Francia    | 2005        |
| Bolton Wanderers | Inglaterra | 2005 - 2006 |
| FC Istres        | Francia    | 2006        |
| SC Schiltigheim  | Francia    | 2007        |

- Datos: Q2530250
- Multimedia: Martin Djetou / Q2530250